# Petra Sonntag
Petra Sonntag, geb. Petra Rau (* 1957 in Schmalkalden) ist eine ehemalige erfolgreiche Judo-Sportlerin.

## Die ersten zehn Jahre als Judoka
Das Interesse für den Judosport wurde bei Petra Rau 1968 in der Schule geweckt, als dort Jungen und Mädchen im Alter von 11 bis 12 Jahren für den Eintritt in eine im Aufbau befindliche Schüler-Übungsgruppe der SV Dynamo Schmalkalden angesprochen wurden. Petra Rau wurde Mitglied der SV Dynamo und bereitete sich im Training zielstrebig auf die Prüfung zum 5. Kyu vor, der zur Teilnahme an Wettkämpfen erforderlich war. Nach der erfolgreichen Kyu-Prüfung nahm sie als Gelbgurt im Judo-Kampfkreis Schmalkalden an Wettkämpfen teil. In ihrer Alters- und Gewichtsklasse traf sie dabei immer wieder auf Karin Wolf von der BSG Motor Schmalkalden, gegen die sie in insgesamt elf Kämpfen immer als Verliererin von der Matte ging. Die Überlegenheit ihrer Konkurrentin stachelte Petra Raus Ehrgeiz an und brachte sie im August 1969 dazu, in die Sektion Judo der BSG Motor Schmalkalden zu wechseln. Die erhöhten Trainingsanforderungen des Dan-Trägers Hans-Dieter Clemen führten im neuen Verein zu ersten Erfolgen im Pionierpokal, wobei sie auf DDR-Ebene 1969 den 2. Platz errang und 1970 in der Gewichtsklasse (GK) bis 55,0 kg siegte. Wie stark die vereinsinterne Konkurrenz war, zeigte sich 1971, als ihre Trainingspartnerin Karin Wolf die Bronze-Medaille bei den DDR-Meisterschaften gewann. Im Zeitraum von 1970 bis 1973 sammelte Petra Rau viele Kampfpunkte und erarbeitete sich im Training die Voraussetzungen für die Prüfung zum 1. Dan, den sie 1973 entsprechend der Prüfungsordnung des Deutschen Judo-Verbandes (DJV) erwarb. 1974 nahm sie in Berlin an den DDR-Meisterschaften der U18 teil und gewann in der GK bis 65 kg ihren ersten DDR-Meistertitel. Bei den DDR-Meisterschaften der Frauen 1975 errang sie den 3. Platz in der GK bis 63 kg. 1976 gewann sie in der GK bis 68 kg die Silber-Medaille und 1977 in der GK bis 72 kg die Bronze-Medaille.

## Zehn Jahre als Seriensiegerin im Schwergewicht
Nachdem sie zwischenzeitlich geheiratet und den Familiennamen ihres Mannes, Sonntag, angenommen hatte, wurde Petra 1978 schwanger und pausierte. Nach der Geburt ihres Sohnes nahm sie das Training wieder auf. Mit höherem Körpergewicht und größerer Körperkraft startete sie 1979 bei den DDR-Meisterschaften, wo sie die Silber-Medaille im Schwergewicht (GK über 72 kg) und die Bronzene in der GK Alle Kategorien gewann.
1980 begann für Petra Sonntag die erfolgreichste Zeit als Judokämpferin. Bis 1987 wurde sie ununterbrochen DDR-Meisterin im Schwergewicht und gewann 1984 und 1987 auch die Meistertitel in Allen Kategorien. Außergewöhnlich war, dass ihr als Schwergewichtlerin die Auszeichnung „Beste Technikerin“ verliehen wurde. Ihre Spezialtechniken waren verschiedene Fuß- und Hüftwürfe. Für die sportlichen Erfolge wurde ihr vom DJV der 2. Dan verliehen. Außerdem erhielt sie den Ehrentitel Meisterin des Sports.
Als Mitglied der DDR-Nationalmannschaft der Frauen nahm sie an mehreren internationalen Vergleichskämpfen teil und errang auch dabei Podiumsplätze. Obwohl der DJV seit 1966 DDR-Meisterschaften der Frauen ausrichtete, wurden weibliche Judoka nicht in Leistungszentren der Sportclubs übernommen. Ohne diese Förderung blieb Petra Sonntag die Tür zum internationalen Höchstleistungssport verschlossen. Aus sportpolitischen Gründen bekam sie vom DJV trotz guter Siegchancen keine Gelegenheit an den Europameisterschaften (EM) oder Weltmeisterschaften (WM) der Judo-Frauen teilzunehmen. Mit großer Enttäuschung verfolgte Petra Sonntag, wie die vom Deutschen Judo-Bund (DJB) nominierte westdeutsche Judoka Barbara Claßen, die in ihrer Gewichtsklasse kämpfte und gegen die sie gerne angetreten wäre, in den 1980er Jahren EM- und WM-Titel errang. 1988 bestritt Petra Sonntag mit 31 Jahren ihre letzten DDR-Meisterschaften und wurde Vizemeisterin im Schwergewicht. Im Finale verlor sie gegen die Dresdnerin Carmen Godel.

## Die letzten zehn Jahre als Judoka
1989 fanden keine DDR-Judomeisterschaften der Frauen statt. Nach der Wende und friedlichen Revolution in der DDR musste sich Petra Sonntag 1990 sportlich und beruflich umorientieren. An den letzten DDR-Meisterschaften, die 1990 die Schwergewichtlerin Irina Meszynski vom SC Dynamo Hoppegarten gewann, nahm sie nicht mehr teil. Das Werkzeugkombinat Schmalkalden war als Trägerbetrieb des Sportvereins ausgefallen und Petra Sonntag wurde arbeitslos. An der Neugründung der Judo-Abteilung des Sportvereins SV Schmalkalden 04, Nachfolger der Sektion Judo der BSG Motor, beteiligte sie sich nicht. Sportlich betätigte sie sich ab 1991 im Berufsbildungszentrum (BBZ) in Schmalkalden. Dort legte sie 1996 die Prüfung zum 3. Dan ab und erhielt eine ABM-Stelle als Übungsleiterin bei der Sportgemeinschaft BBZ-Athletik. Nach fast 30 Judoka-Jahren ging Petra Sonntag 1998 für BBZ-Athletik Schmalkalden bei den Thüringer Landesmeisterschaften an den Start und wurde zum Abschluss ihrer Judo-Laufbahn Thüringer Vizemeisterin.

## Erfolge bei DDR-Meisterschaften
Petra Sonntag errang bei DDR-Meisterschaften der Frauen von 1974 bis 1988:
- 11-mal die Gold-Medaille,[1] davon eine bei den Juniorinnen (U18)
- 12-mal die Silber-Medaille[2]
- 9-mal die Bronze-Medaille[3]

## Sonstiges
Petra Sonntag ist in Asbach beheimatet. Für ihre elf DDR-Meistertitel wurde sie zusammen mit Henry Stöhr, der 13 Einzeltitel bei DDR-Meisterschaften errungen hatte, ins Guinness-Buch der Rekorde 1992 aufgenommen. Der für Petra Sonntag angemeldete Guinness-Weltrekord, fünf Schwergewichtskämpfe bei einer nationalen Judo-Meisterschaft in insgesamt 3 Minuten und 12 Sekunden siegreich mit Ippon beendet, ist bislang ungebrochen. Die Stadt Schmalkalden ehrte sie mit der Verleihung der Ehrenbürgerschaft. Sie arbeitete im Förderverein für Auszubildende in Schmalkalden und befindet sich seit April 2018 im Ruhestand.